# Henrik Kalocsai
Henrik Kalocsai (ur. 28 listopada 1940 w Budapeszcie, zm. 22 maja 2012 tamże) – węgierski lekkoatleta specjalizujący się w trójskoku i skoku w dal, dwukrotny uczestnik letnich igrzysk olimpijskich (Tokio 1964, Meksyk 1968).

## Sukcesy sportowe
- jedenastokrotny mistrz Węgier w skoku w dal – 1960, 1961, 1962, 1963, 1965, 1966, 1967, 1969, 1970, 1971, 1973
- ośmiokrotny mistrz Węgier w trójskoku – 1962, 1963, 1965, 1967, 1968, 1970, 1971, 1973[2]
- halowy mistrz Węgier w skoku w dal – 1974[3]

| Rok  | Miasto    | Zawody                      | Konkurencja | Wynik         |
| ---- | --------- | --------------------------- | ----------- | ------------- |
| 1965 | Budapeszt | uniwersjada                 | trójskok    | złoty medal   |
| 1966 | Budapeszt | mistrzostwa Europy          | trójskok    | brązowy medal |
| 1967 | Praga     | europejskie igrzyska halowe | trójskok    | srebrny medal |
| 1968 | Meksyk    | igrzyska olimpijskie        | trójskok    | 10. miejsce   |
| 1970 | Wiedeń    | halowe mistrzostwa Europy   | skok w dal  | 6. miejsce    |

## Rekordy życiowe
- skok w dal – 7,86 – 1970
- skok w dal (hala) – 7,73 – Wiedeń 15/03/1970
- trójskok – 16,73 – Budapeszt 18/08/1967
- trójskok (hala) – 16,45 – Praga 12/03/1967